# Klondike Annie
Klondike Annie är en amerikansk dramakomedi från 1936 i regi av Raoul Walsh, producerad av William LeBaron och skriven av Mae West, Marion Morgan samt George Brendan Dowell; West hade skrivit pjäsen Frisco Kate 1921, vilken filmen använde som grund. I Klondike Annie består handlingen av Rose Carlton (West), även kallad "The Frisco Doll", som efter att ha begått ett dråp i självförsvar tvingas fly till Alaska. Flera scener censurerades i filmen såsom när Carlton knivhugger sitt offer till döds och när hon klär ut en avliden nunna till en prostituerad. Filmen skapade även en klyfta mellan West och William Randolph Hearst, som vägrade trycka Wests namn i någon av sina tidningar då han blev upprörd över filmens sexuellt laddade material och hantering av religion.